# Tiro ai Giochi della XXXIII Olimpiade - Skeet maschile
La gara di skeet maschile ai Giochi della XXXIII Olimpiade di Parigi si è svolta dal 2 al 3 agosto 2024 presso il poligono di tiro di Châteauroux. Hanno preso parte alla competizione 30 tiratori in rappresentanza di 25 nazioni.
Il tiratore statunitense Vincent Hancock ha difeso il titolo olimpico, vincendo la competizione, mentre il suo connazionale Conner Prince e il taiwanese Lee Meng-yuan hanno ottenuto rispettivamente l'argento e il bronzo.

## Record
Prima della competizione, il record del mondo e il record olimpico nella specialità pistola skeet maschile erano i seguenti:
| Record qualificazioni | Record qualificazioni | Record qualificazioni       | Record qualificazioni             |
| --------------------- | --------------------- | --------------------------- | --------------------------------- |
| Record mondiale       | 125                   | Valerio Luchini Italia      | 9 luglio 2014 Pechino, Cina       |
| Record olimpico       | 124                   | Tammaro Cassandro Italia    | 26 luglio 2021 Tokyo, Giappone    |
| Record olimpico       | 124                   | Éric Delaunay Francia       | 26 luglio 2021 Tokyo, Giappone    |
| Record finali         |                       |                             |                                   |
| Record mondiale       | 60                    | Angad Vir Singh Bajwa India | 6 novembre 2018 Al Kuwait, Kuwait |
| Record olimpico       | 59                    | Vincent Hancock Stati Uniti | 26 luglio 2021 Tokyo, Giappone    |

## Programma
| Data          | Ora (UTC+2) | Evento         |
| ------------- | ----------- | -------------- |
| 2 agosto 2024 | 09:30       | Qualificazioni |
| 3 agosto 2024 | 09:00       | Qualificazioni |
| 3 agosto 2024 | 15:30       | Finale         |
| Fonte:        |             |                |

## Risultati

### Qualificazioni
| Pos.   | Atleta                   | Nazione       | 1  | 2  | 3  | 4  | 5  | Totale | SO  | Note   |
| ------ | ------------------------ | ------------- | -- | -- | -- | -- | -- | ------ | --- | ------ |
| 1      | Conner Prince            | Stati Uniti   | 24 | 25 | 25 | 25 | 25 | 124    | +12 | Q, =   |
| 2      | Tammaro Cassandro        | Italia        | 25 | 25 | 24 | 25 | 25 | 124    | +11 | Q, =   |
| 3      | Lee Meng-yuan            | Taipei cinese | 25 | 24 | 25 | 25 | 25 | 124    | +7  | Q, =   |
| 4      | Vincent Hancock          | Stati Uniti   | 25 | 25 | 25 | 24 | 24 | 123    |     | Q      |
| 5      | Stefan Nilsson           | Svezia        | 24 | 24 | 24 | 25 | 25 | 122    | +6  | Q      |
| 6      | Nicolás Pacheco          | Perù          | 25 | 25 | 23 | 24 | 25 | 122    | +5  | Q      |
| 7      | Gabriele Rossetti        | Italia        | 22 | 25 | 25 | 25 | 25 | 122    | +3  |        |
| 8      | Sven Korte               | Germania      | 25 | 23 | 25 | 24 | 25 | 122    | +1  |        |
| 9      | Éric Delaunay            | Francia       | 25 | 24 | 25 | 23 | 25 | 122    | +1  |        |
| 10     | Azmy Mehelba             | Egitto        | 24 | 25 | 22 | 25 | 25 | 121    |     |        |
| 11     | Efthimios Mitas          | Grecia        | 25 | 24 | 24 | 24 | 24 | 121    |     | CB: 15 |
| 12     | Jakub Tomeček            | Rep. Ceca     | 25 | 24 | 24 | 24 | 24 | 121    |     | CB: 14 |
| 13     | Mohammad Al-Daihani      | Kuwait        | 24 | 24 | 22 | 25 | 25 | 120    |     |        |
| 14     | Jesper Hansen            | Danimarca     | 22 | 23 | 25 | 24 | 25 | 119    |     |        |
| 15     | Rashid Saleh Hamad       | Qatar         | 24 | 22 | 23 | 24 | 25 | 118    |     |        |
| 16     | Kim Min-su               | Corea del Sud | 25 | 22 | 23 | 24 | 24 | 118    |     |        |
| 17     | Lyu Jianlin              | Cina          | 24 | 23 | 24 | 23 | 24 | 118    |     |        |
| 18     | Marcus Svensson          | Svezia        | 24 | 25 | 22 | 23 | 24 | 118    |     |        |
| 19     | Charalambos Chalkiadakis | Grecia        | 25 | 23 | 24 | 23 | 23 | 118    |     |        |
| 20     | Eetu Kallioinen          | Finlandia     | 23 | 22 | 23 | 24 | 25 | 117    |     |        |
| 21     | Sebastián Bermúdez       | Guatemala     | 23 | 25 | 21 | 25 | 23 | 117    |     |        |
| 22     | Erik Watndal             | Norvegia      | 25 | 25 | 22 | 22 | 23 | 117    |     |        |
| 23     | Hákon Svavarsson         | Islanda       | 23 | 23 | 23 | 22 | 25 | 116    |     |        |
| 24     | Anantjeet Singh Naruka   | India         | 23 | 22 | 23 | 24 | 24 | 116    |     |        |
| 25     | Joshua Bell              | Australia     | 24 | 23 | 23 | 24 | 22 | 116    |     |        |
| 26     | Eduard Yechshenko        | Kazakistan    | 21 | 23 | 22 | 24 | 25 | 115    |     |        |
| 27     | Federico Gil             | Argentina     | 24 | 21 | 24 | 23 | 23 | 115    |     |        |
| 28     | Peeter Jürisson          | Estonia       | 24 | 20 | 22 | 23 | 24 | 113    |     |        |
| 29     | Omar Ibrahim             | Egitto        | 22 | 20 | 20 | 22 | 22 | 106    |     |        |
| 30     | Jorge Antonio Salhe      | Palestina     | 22 | 23 | 18 | 17 | 20 | 100    |     |        |
| Fonte: |                          |               |    |    |    |    |    |        |     |        |

### Finale
| Pos.    | Atleta            | Nazionalità   | Serie | Serie | Serie | Serie | Serie | Note |
| Pos.    | Atleta            | Nazionalità   | 1     | 2     | 3     | 4     | 5     | Note |
| ------- | ----------------- | ------------- | ----- | ----- | ----- | ----- | ----- | ---- |
| Oro     | Vincent Hancock   | Stati Uniti   | 20    | 29    | 38    | 48    | 58    |      |
| Argento | Conner Prince     | Stati Uniti   | 19    | 29    | 39    | 48    | 57    |      |
| Bronzo  | Lee Meng-yuan     | Taipei cinese | 19    | 29    | 37    | 45    | N.D.  |      |
| 4       | Tammaro Cassandro | Italia        | 19    | 29    | 36    | N.D.  | N.D.  |      |
| 5       | Stefan Nilsson    | Svezia        | 18    | 27    | N.D.  | N.D.  | N.D.  |      |
| 6       | Nicolás Pacheco   | Perù          | 17    | N.D.  | N.D.  | N.D.  | N.D.  |      |
| Fonte:  |                   |               |       |       |       |       |       |      |